# Rónay István
Rónay István, született: Augsburger (Szentfülöp (Filipova, Bács-Bodrog megye), 1840. július 14. – Bácsszentiván, 1893. január 17.) római katolikus plébános, kanonok.

## Élete
1863. július 26-án szenteltetett fel miséspappá; ekkor Augsburger családi nevét Rónaira változtatta. Segédlelkész volt Sztanisicson és Zomborban, 1867-ben kalocsai érseki könyvelő, 1868-ban levéltárnok, 1870-ben szentszéki aljegyző, 1870-től a kalocsai papnevelő-intézetben tanár, 1875-ben al-könyvtárnok. Ezen évtől 9 évig a hódsági kerület országgyűlési képviselője volt. 1878-tól plébános Bácsszentivánon, 1880. szeptember 16-tól a kalocsai főszékeskáptalanban címzetes kanonok, 1884-től alesperes.

## Írásai
Cikkei a Fővárosi Lapokban (1870. A «kalocsai-codex», A magyar Al-Duna egy érdekes pontja: Gombos-Erdőd, A műveltség nemeiről, Egy könyv Musset Alfrédről Ujfalvy Károlytól, 1871. Nyelvek és irodalmak, Szépség és kellem, «Mindörökké, soha többé», 1872. A hang és a szóló művészet, Három eszme harcza, 175. Petőfi születéshelyén, 1873. Amerikai költészet, Tomory Pál); a Hazánk és a Külföldben (1870. A tűzoltók, 1871. Bácsmegye hajdana); a Vasárnapi Ujságban (1871. A mult századbeli német-telepítmények Bácsmegyében); a Kisfaludy-Társaság Évlapjaiban (IX. 1874. Az állatok megtérése, első helyen megdicsért aesopi mese); a Bács-Bodrog vármegye c. évnegyedes folyóiratban (I. 1879. Bács vármegye nevéről, Bács és Bodrog hajdanához); a Bács-Bodrog vármegye Évkönyvében (1890. Történeti nyomok); írt a Hittudományi Folyóiratba is. Nevét Rónai Auburg Istvánnak írt a cikkek alá.

## Munkái
- A nemzetek nagy egysége Krisztusban. Egyházi beszédet, melyet 1877. aug. 26. sz. István király ünnepén Bécsben a t. kapuczinus atyák templomában mondott. Bécs, 1877.
- Szikla és a hullámok. Egyházi beszédek. Bpest, 1878. (Ism. Havi Szemle 1879.)
- Hamis ideálok. Egyházi beszédet, melyet 1878. aug. 20. sz. István király nemzeti ünnepén Budán a helyőrség templomában mondott. uo., 1878.
- A természetes kereszténység. Aphorismák. Bevezetéssel Schmitt Jenőtől. Uo. 1894. (Németül. Lipcse, 1894.)
- Gedichte. Leipzig, 1894. (Német folyóiratokban megjelent költeményei; kiadta testvér-huga Gräber Mária).

## Álnevei
Stefan Auborn, August Golf és Rónay-Burg.